# 埃及王子
《埃及王子》（英語：The Prince of Egypt）是1998年由梦工厂动画公司製作，梦工厂發行的一部傳統動畫音樂劇史詩電影，该片改編自《圣经旧约》的《出埃及记》，講述了摩西從成為埃及王子到最終將猶太人帶出埃及的命運，該部作品由布倫達·查普曼、史提夫·西克諾和賽門・威爾斯執導，這部電影的歌曲和配樂則由史蒂芬·施沃茨和漢斯·季默製作。配音陣容包括方·基墨、雷夫·范恩斯、蜜雪兒·菲佛、珊卓·布拉克、傑夫·高布倫、丹尼·葛洛佛、派崔克·史都華、海倫·美蘭、史提夫·馬丁和馬丁·肖特等人。
製作人傑弗瑞·卡森伯格過去在在華特迪士尼公司工作，時經常建議將 1956年的電影《十誡》改編成動畫，並在1994年與夢工廠影業共同創立後，決定將這個想法投入長片製作。為了製作這個電影，夢工廠聘請曾為華特迪士尼動畫長片和動畫工作室工作的動畫師，共有來自34個國家的350名工作人員參與。這部電影融合了傳統動畫和數位生成的圖像，並使用Toon Boom Animation和硅谷图形公司的軟體製作。
《埃及王子》於1998年12月18日在影院上映，並於1999年9月14日發行家庭媒體。該部電影普遍獲得正面評論；評論家特別讚揚了電影的視覺效果、歌曲和配音。這部電影在全球影院獲得了 2.18億美元的票房收入，使其成為當時最成功的非迪士尼動畫長片。這部電影的成功促成了非戲院首映的前傳和衍生作品，包括《約瑟夫：夢之王》，以及2020年在倫敦西區開幕的音樂劇。 由惠特妮·休斯顿和瑪麗亞·凱莉演唱的電影主題曲《When You Believe》則成為商業上成功的單曲，並在第71屆奧斯卡金像獎上獲得最佳原創歌曲，成為第一部獨立於迪士尼和皮克斯電影之外的動畫電影，也是第一部獲得兩項提名並在奧斯卡頒獎典禮上獲得一項提名的夢工廠動畫電影。

## 情節
在法老塞提一世治理的埃及，由於生活在那裡的希伯來人日漸興旺，老法老開始提防希伯來人，他命令讓希伯來人去作奴隸，還吩咐他的子民將希伯來人所生的男孩都要丟到河裡。有位希伯來婦女生了一個兒子，她不忍心將其兒子殺死，於是將其放入了一個抹上石漆的蒲草箱中，然後戀戀不捨地將箱子放入尼羅河之中。
箱子順流而下一直漂到了皇宮附近的小河，正巧埃及的王后在小河邊散步發現了這個箱子，她打開箱子看到了這個漂亮的小男孩，王后不忍心再拋棄這個嬰兒，於是她決定認這個嬰兒作自己的兒子，並給這個孩子取名叫摩西。從此摩西便與王子拉美西斯一起生活在王宮，兩人成了宮中最要好的夥伴，經常一同四處遊玩惹是生非。在一次闖禍之後，塞提一世嚴厲斥責了身為王儲的拉美西斯，拉美西斯懊惱父親對他太嚴厲，而摩西則不必負任何責任，怨懟離去。摩西認為塞提法老應該再給拉美西斯機會，而法老說拉美西斯未來必須身負統治埃及的責任，一定要嚴格導正，不能成為讓王朝覆滅的脆弱環結。但在隨後的宴會上，法老任命拉美西斯為攝政王，掌管埃及所有神廟；得到父親委以重任的拉美西斯欣喜若狂，隨即賦予摩西皇家建築師的地位。宮殿的祭司為兩位王子獻上一位米甸少女，摩西對她產生好感，不忍心看她受欺侮，便讓她離去。悄悄跟在米甸少女身後出宮的他，在希伯來人的貧民窟中遇到了親生姊姊米利暗，米利暗對於摩西的到訪感到無比欣喜，以為他是來與她與兄弟亞倫相認的，但摩西否認他們之間的關係，並以王子的身分喝令她們離去。絕望的米利暗緩緩唱出母親的搖籃曲，勾起摩西模糊的童年回憶，震驚之餘，摩西前去宮殿，目睹了埃及軍隊屠殺希伯來人的歷史壁畫，並從法老與王后口中得知了自己的身世。儘管法老與王后仍視摩西為己出，摩西心中已有了矛盾。以往不曾關心過的希伯來奴隸，其實是他的族人，他們被埃及人奴役、受苦的情形令他感到矛盾萬分。終於在一次巡視宮殿建設之時，摩西出手阻止埃及工頭鞭打希伯來奴工，卻導致工頭摔死；儘管拉美西斯承諾赦免他的罪、哀求他留下以全兄弟之情，摩西還是在內心的諸般糾葛與煎熬下離開了埃及，逕自走到沙漠之中。
摩西偶然來到米甸的居住地，與米甸少女西坡拉重遇。在米甸首領、西坡拉之父葉忒羅的開導之下，摩西逐漸消除心中的矛盾，重新認識自己的價值，更與西坡拉成婚，讓自己的生活恢復平靜。在一次放牧時，摩西進入一個發著奇妙光線的洞穴，原來洞穴中是希伯來的上帝顯現在一叢荊棘上。上帝命他去解救他的子民，即摩西的希伯來族人。摩西自覺不能勝任，但上帝震嚇他，要他相信自己與上帝的力量，並將力量貫注在摩西的手杖之中，告訴摩西以他的手杖顯示上帝的威能。摩西回到部落，說服西坡拉自己必須去完成使命，隨後西波拉便與摩西同行前往埃及。
此時塞提已經去世，拉美西斯繼位成為統治埃及的法老。與摩西久別重逢的拉美西斯欣喜萬分，赦免了摩西殺人與汙衊埃及眾神的罪，並當眾宣示他仍是埃及的王子。但摩西體認到自己身負解放希伯來人的使命，無法再與拉美西斯回到以前的時光。摩西要求拉美西斯釋放他的族人，拉美西斯不置可否；摩西顯示上帝的神力，將杖變成一條大蛇，但埃及的祭司也能照作；拉美西斯在與摩西爭辯之後更是惱怒，下令從今而後希伯來人的苦役將加倍。與拉美西斯交涉失敗的摩西黯然離開，遭到哥哥亞倫及其他希伯來人的敵視，但米利暗鼓勵他不要放棄信仰，讓摩西重新站起。摩西向乘船遊歷的拉美西斯喊話，要他釋放希伯來人，拉美西斯令侍衛逮捕摩西，就在此時摩西將手杖放入河水中，以上帝的神力，將尼羅河變成血。但祭司作了一樣的事，拉美西斯無視這樣的警告。其後上帝在埃及降下十災，以青蛙、蝗蟲、瘟疫與隕石等災害打擊埃及，頑固的拉美西斯不願成為讓王朝覆滅的脆弱環結，堅持不肯讓步。最後，希伯來的上帝在一個夜晚路經埃及，殺死了所有埃及人的長子（希伯來人因為遵照摩西轉達上帝的指示，取一把牛膝草蘸羔羊血，將之塗抹在在門上與左右門框並緊閉門戶不外出，從而倖免於難），令埃及一夜之間遍佈傷心的哀嚎。受愛子之死所打擊的拉美西斯，在絕望與痛苦中准許摩西帶著希伯來人離去。
摩西帶領希伯來人離開埃及，擺脫悲慘的奴隸生活重獲自由。在族人來到紅海之濱時，反悔了的拉美西斯率領軍隊前來追擊，引起希伯來人的恐慌，此時上帝從天上投下火焰，將埃及軍隊阻擋在後；摩西將手杖插入海水中，分開了紅海，讓希伯來人安全通過。隨後追擊的埃及軍隊則被復原的海水淹沒，拉美西斯被海浪打上岸。於是摩西與拉美西斯再度別離。
電影末節暗示摩西接受了十誡，在他的帶領下，摩西與族人在應許之地上展開了新生活。

## 电影与圣经相異之处
- 聖經多次明確強調，是神使法老的心剛硬，使法老必不容許人離去，是因為神要摩西看見祂的大能與榮耀，並要摩西及祂的百姓信靠順服祂。

請見聖經；9:12；10:20,27；11:10；14:4,8,17
以聖經出埃及記4:21為例：『耶和華對摩西說：你回到埃及的時候，要留意將我指示你的一切奇事行在法老面前。但我要使他的心剛硬，他必不容百姓去。』
- 以色列人呼求神領出埃及

電影開場歌曲Deliver us的歌詞中，以色列人向神呼求，解救他們出埃及，領他們往應許之地。但是《出埃及記》中，只記述以色列人因服役受苦而發出哀求，既沒提到呼求的對象是否神，更沒記載他們求告要出埃及往應許之地。與歌詞描繪的相反，是神聽到以色列人的哀聲，因而想起與他們先祖亞伯拉罕的約，故此神主動領他們出埃及，進入應許之地，並非出於民眾當時的意願。
- 摩西对希伯來人漠不關心

电影中，摩西在與親生姊姊相遇前都不知道自己是猶太人，甚至對猶太人也沒有關心的意思。但《出埃及記》記載，摩西將希伯來人視為同胞，不過他在做王子的時候是否知道自己的身世背景就沒明確記載。使徒行传7：23-25显示，摩西把为奴的犹太人视作他的“弟兄”。
- 摩西重回埃及，面对他的宿敌

聖經記載，摩西回到埃及时，要夺他性命的人都已不在世上；但在電影中，法老拉美西斯與摩西之間仍有兄弟之情。電影中刻畫了兩者間親情、種族與維護傳統的種種矛盾，使得摩西與拉美西斯兩人的正邪之分不如聖經所描述的那樣分明。這可能牽涉政治因素，原因可能涉及以色列及埃及的外交關係，把埃及視為邪方或會激怒埃及。
- 摩西的年齡，依據摩西五書的說法，他回去埃及時已經八十歲了，電影中那時候的摩西卻不像老人，仍是壯年。
- 電影主題曲When you believe的內容並不符合聖經的教導，甚至歌詞中隻字不提上帝（如重複多次的"When you believe", "I believe"不提相信的對象是否上帝），反而傳達人能靠自己的信念成就奇跡的新紀元運動思想，或世俗因素淡化宗教元素。（如"Who knows what miracles you can achieve. When you believe, somehow you will."。原來的歌詞中還有一句"You can work miracles when you believe"，填詞人斯蒂芬·施瓦茨因電影的宗教顧問要求而改為"There can be miracles when you believe."。[10]）

## 製作
该片以《圣经》旧约中‘出埃及记’的故事为创作蓝本耗资近一亿美元历时四年才完工，在制作过程中不但动用了最先进的电脑动画而且还有数百位历史及宗教学者为本片担任顾问，有方·基墨和珊卓·布拉克等好莱坞当红影星的幕后配音，更有乐坛中的两大天后惠妮·休斯頓和瑪麗亞·凱莉为该片演唱主题曲。這部电影当时被影评人士认为是电影史上最伟大的动画片。

## 配音员
| 配音                                                | 配音                | 配音   | 角色                                               |
| 英語                                                | 國語                | 粵語   | 角色                                               |
| --------------------------------------------------- | ------------------- | ------ | -------------------------------------------------- |
| 方·基默 艾米克·布蘭拉姆（唱）                       | 官志宏 王柏森（唱） | 古明華 | 摩西（Moses）                                      |
| 方·基默                                             | 官志宏              |        | 上帝（The God）                                    |
| 帕特里克·斯图尔特                                   | 佟紹宗              |        | 法老塞提一世（Pharaoh Seti）                       |
| 雷夫·范恩斯                                         | 徐敏 李齊（唱）     | 翟耀輝 | 拉美西斯二世（Rameses II）（國語配音為「雷明斯」） |
| 蜜雪兒·菲佛                                         | 孫若瑜              | 陈嘉露 | 西坡拉（Tzipporah）                                |
| 珊卓·布拉克 莎莉·多沃斯基（唱） 伊登·里格爾（幼年） | 蔣篤慧              | 陳潔儀 | 米利暗（Miriam）                                   |
| 傑夫·高布倫                                         | 孫中台              |        | 亞倫（Aaron）                                      |
| 丹尼·葛洛佛 布萊恩·史托克斯·米歇爾（唱）            | 龍祥輝              |        | 叶忒罗（Jethro）                                   |
| 海倫·美蘭 琳達·迪·薛恩（唱）                        | 姜瑰瑾              |        | 图雅（Queen Tuya）                                 |
| 史提夫·馬丁                                         | 孫德成              |        | 何泰（Hotep）                                      |
| 馬丁·肖特                                           | 劉明勳              |        | 胡威（Huy）                                        |
| 奥芙拉·哈扎                                         |                     |        | 約基別（Yocheved）                                 |
| 巴比·莫頓                                           | 張宇豪              |        | 拉美西斯的兒子（Rameses' Son）                     |

该片未在中国大陆公映，但CCTV6曾做过一条配音。

## 獎項
- 奧斯卡獎
  - 奧斯卡最佳原創音樂獎——提名
  - 奧斯卡最佳歌曲獎："When You Believe"
- 金球獎
  - 最佳配樂——提名
  - 最佳原創歌曲"When You Believe"——提名
- 安妮獎
  - 最佳動畫片獎——提名
  - Individual Achievement in Directing to Brenda Chapman, Steve Hickner, and Simon Wells——提名
  - Individual Achievement in Storyboarding to Lorna Cook (Story supervisor)——提名
  - Individual Achievement in Effects Animation to Jamie Lloyd (Effects Lead - Burning Bush/Angel of Death)——提名
  - Individual Achievement in Voice Acting to Ralph Fiennes ("Rameses")——提名

## 播放電視台
| 台灣 東森幼幼台 星期二 04:00-05:30節目 | 台灣 東森幼幼台 星期二 04:00-05:30節目 | 台灣 東森幼幼台 星期二 04:00-05:30節目 |
| -------------------------------------- | -------------------------------------- | -------------------------------------- |
|                                        | 埃及王子 （2016年4月5日）              |                                        |
| 原來如此#1                             | 海綿寶寶#31                            |                                        |

## 外部連結
- 大卡通資料庫上《埃及王子》的資料（英文）

- 互联网电影数据库（IMDb）上《埃及王子》的资料（英文）
- AllMovie上《埃及王子》的资料（英文）
- 豆瓣电影上《埃及王子》的資料 （简体中文）
- 爛番茄上《埃及王子》的資料（英文）
- Box Office Mojo上《埃及王子》的資料（英文）
- Metacritic上《埃及王子》的資料（英文）